# L'impero dei cadaveri
L'impero dei cadaveri (屍者の帝国?, Shisha no teikoku), anche noto con il titolo inglese The Empire of Corpses, è un film d'animazione del 2015 diretto da Ryoutarou Makihara.
Pellicola giapponese prodotta dal Wit Studio, basata dall'omonimo romanzo di Project Itoh, che ha debuttato in Giappone il 2 ottobre 2015.

## Trama
La storia è ambientata nell'Europa del XIX secolo: in questo mondo alternativo sono stati creati dei "Frankestein", cadaveri viventi a cui è stata innestata un'anima artificiale, da usare come lavoratori nell'industria pesante.
John Watson, studente di medicina dell'Università di Londra, viene scelto dal governo per diventare un agente segreto: nel suo lavoro scopre che in Afghanistan vengono impiegati una grande quantità di Frankestein tra cui l'Uno, l'originale creatura creata circa un secolo prima dal barone Frankenstein, che trama un complotto contro il mondo.

## Distribuzione
Originalmente previsto per dicembre, il film è stato pubblicato nei cinema giapponesi il 2 ottobre 2015, piazzatosi in 13ª posizione al botteghino. In Italia il film è stato pubblicato su Prime Video il 9 luglio 2020.

## Manga
L'opera ha ricevuto un adattamento manga sulla rivista Monthly Dragon Age dell'editore Fujimi Shobō, dal 9 settembre 2015.